# Stazione di Greenwich
Greenwich è una stazione di interscambio tra National Rail, sulla linea che da Londra porta a Dartford (nord del Kent), e la Docklands Light Railway (DLR) tra Lewisham a sud dai Docklands alla Città di Londra. Si trova nella Travelcard Zone 2 e 3.
È vicina al centro di Greenwich, ma la stazione Cutty Sark è nel centro del borgo e più vicina alle sue attrazioni.
A est della stazione la linea di Dartford passa attraverso un tunnel sotto il National Maritime Museum, verso la stazione di Maze Hill. Verso nord, la DLR entra in un tunnel che attraversa il Tamigi per andare all'Isle of Dogs. Nella direzione opposta, sale su un viadotto in calcestruzzo seguendo il fiume Ravensbourne, a monte della stazione di Deptford Bridge, dirigendosi verso Lewisham.

## Storia
La linea National Rail è una delle più antiche di Londra e la London and Greenwich Railway è considerata la prima linea suburbana al mondo in quanto risale al 1836.
La Docklands Light Railway (DLR) venne estesa a Lewisham via Greenwich nel dicembre 1999.